# Тябут Дмитро Васильович
Дмитро Васильович Тябут (6 листопада 1914, село Пуканівка Полоцького повіту Вітебської губернії, тепер Полоцького району Вітебської області, Білорусь — 3 січня 1987, місто Мінськ, тепер Білорусь) — радянський білоруський діяч, 1-й секретар Полоцького обласного комітету КП Білорусії, 1-й секретар Мінського сільського обласного комітету КП Білорусії, голова Мінського облвиконкому. Обирався членом ЦК Комуністичної партії Білорусії (1952—1956, 1961—1976) Депутат Верховної Ради Білоруської РСР 3—9-го скликань. Депутат Верховної Ради СРСР 7—8-го скликань.

## Життєпис
Народився в селянській родині. Трудову діяльність розпочав у вересні 1932 року учителем Малоситненської неповної середньої школи, з 1934 по 1936 роки працював учителем Шпаковщинської неповної середньої школи Полоцького району Вітебської області.
У серпні 1936—1940 роках — завідувач Ветренського районного відділу народної освіти Вітебської області.
У 1939 закінчив Оршанський вчительський інститут Білоруської РСР.
Член ВКП(б) з 1939 року.
У січні 1940 — січні 1941 року — заступник завідувача відділу кадрів Ветринського районного комітету КП(б) Білорусії Вітебської області.
У січні — серпні 1941 року — голова виконавчого комітету Ветринської районної ради депутатів трудящих Вітебської області.
У серпні 1941 року добровільно вступив до Червоної армії, учасник німецько-радянської війни. До квітня 1942 року служив у частинах 48-ї стрілецької бригади на посаді політрука (політичного керівника) роти.
У квітні 1942 року за рішенням ЦК ВКП(б) був відкликаний з армії і направлений на підпільну роботу на тимчасово окуповану територію Білорусії до Ветринського району, де був призначений секретарем підпільного районного комітету КП)б) Білорусії та командиром партизанської бригади імені Ворошилова Полоцько-Лепельського партизанського з'єднання.
Після звільнення території району від німецьких військ з червня 1944 року до січня 1950 року працював 1-м секретарем Ветринського районного комітету КП(б) Білорусії Вітебської області. 
У 1950 році — секретар Полоцького обласного комітету КП(б) Білорусії. У 1950—1951 роках — 2-й секретар Полоцького обласного комітету КП(б) Білорусії.
У 1951 — січні 1954 року — 1-й секретар Полоцького обласного комітету КП Білорусії.
У січні 1954 — 1955 року — 2-й секретар Вітебського обласного комітету КП Білорусії.
У 1955—1956 роках — слухач Курсів перепідготовки при ЦК КПРС.
У 1956—1961 роках — 2-й секретар Вітебського обласного комітету КП Білорусії.
У травні — 3 грудня 1961 року — 1-й заступник міністра заготівель Білоруської РСР.
3 грудня 1961 — квітень 1962 року — міністр заготівель Білоруської РСР.
У 1962 році закінчив заочно Вищу партійну школу при ЦК КПРС.
У квітні 1962 — січні 1963 року — голова виконавчого комітету Мінської обласної ради депутатів трудящих.
У січні 1963 — грудні 1964 року — 1-й секретар Мінського сільського обласного комітету КП Білорусії.
У грудні 1964 — 18 червня 1975 року — голова виконавчого комітету Мінської обласної ради депутатів трудящих.
4 лютого 1976 — 3 січня 1987 року — голова Ревізійної комісії Комуністичної партії Білорусії.
Був делегатом чотирьох з'їздів КПРС та членом бюро Мінського обласного комітету КП Білорусії.
Помер 3 січня 1987 року в місті Мінську від серцевого нападу.

## Нагороди
- три ордени Леніна (5.11.1964)
- орден Червоного Прапора
- орден Кутузова І ст (15.08.1944)
- два орден Вітчизняної війни ІІ ст. (1.02.1945; 11.03.1985)
- два ордени Трудового Червоного Прапора
- медаль «За трудову відзнаку»
- медаль «Ветеран праці» (1976)
- медаль «Партизанові Вітчизняної війни» І ст. (15.01.1944)
- медаль «Партизанові Вітчизняної війни» ІІ ст. (15.01.1946)
- медаль «За перемогу над Німеччиною у Великій Вітчизняній війні 1941—1945 рр.»
- медалі